# Kiến Thành, Đắk R'lấp
Kiến Thành là một xã thuộc huyện Đắk R'lấp, tỉnh Đắk Nông, Việt Nam.

## Địa lý
Xã Kiến Thành nằm ở trung tâm huyện Đắk R'lấp, có vị trí địa lý:
- Phía đông giáp xã Đắk Wer
- Phía tây giáp thị trấn Kiến Đức và xã Quảng Tín
- Phía nam giáp các xã Đắk Sin và Nghĩa Thắng
- Phía bắc giáp huyện Tuy Đức.

Xã có diện tích 43,70 km², dân số năm 1999 là 5.885 người, mật độ dân số đạt 135 người/km².

## Lịch sử
Địa bàn xã Kiến Thành trước đây là một phần xã Kiến Đức thuộc huyện Đắk R'lấp.
Ngày 27 tháng 7 năm 1999, Chính phủ ban hành Nghị định 61/1999/NĐ-CP. Theo đó, thành lập thị trấn Kiến Đức, thị trấn huyện lỵ huyện Đắk R'Lấp trên cơ sở 1.560 ha diện tích tự nhiên và 4.574 người của xã Kiến Đức.
Sau khi điều chỉnh địa giới hành chính, xã Kiến Đức còn lại 4.370 ha diện tích tự nhiên, 3.721 người và được đổi tên thành xã Kiến Thành.